# James Spione
James Spione est un réalisateur, scénariste, producteur de cinéma et monteur américain de documentaires et de films de fiction. À ses débuts, il préférait travailler sur des courts métrage dramatiques. Plus tard, il s'est tourné vers les documentaires de courte durée et de longue durée, que ce soit pour le cinéma ou la télévision.
Son film Incident in New Baghdad (en) a été mis en nomination pour l'Oscar du meilleur court métrage documentaire de la 84e cérémonie des Oscars.

## Biographie
Né dans la région de la vallée de l'Hudson de l'État de New York, Spione complète sa formation universitaire en 1985 dans le Film Directing program de l'université d'État de New York à Purchase. Il reçoit le Student Academy Award (en) en 1987 pour son film Prelude, récit du voyage solitaire d'un adolescent dans les Adirondacks.

## Filmographie
- 1986 : Prelude
- 1994 : Garden
- 1996 : The Playroom
- 2005 : American Farm
- 2008 : Our Island Home
- 2009 : Inauguration
- 2011 : Incident in New Baghdad (en)
- 2012 : Spirit of the Bird
- 2014 : Silenced
2014 : Lanceurs d'alerte : coupables ou héros?[5]
- 2014 : Watermen
- 2016 : The Last Hunt Clubs
- 2017 : Awake, A Dream from Standing Rock
- 2018 : Welcome to the Table